# Lasius nitidigaster
Lasius nitidigaster es una especie de hormiga del género Lasius, tribu, Lasiini, orden Hymenoptera. Fue descrita por Seifert en 1996.

## Distribución
Se distribuye por Austria, Bulgaria, Croacia, República Checa, Grecia, Polonia, Eslovaquia y Eslovenia.

## Hábitat
Habita debajo de piedras y rocas, troncos, montículos de gran tamaño y nidos. Se ha encontrado a elevaciones de 250-1000  metros.